# 阿龐
阿龐（1976年1月29日—），本名龐庸之，臺灣男藝人，原是幕後攝影師出身，後轉戰幕前擔任演員。

## 生平
出道前曾在建國花市當過搬運工人，1998年進入在台北地方電視台的台北TV力霸友聯擔任攝影助理，2001年正準備升格成為攝影師時，製作人齊錫麟卻相中他的甘草特質，找他到鈕承澤執導的《吐司男之吻》中軋一角，卻也因此受到關注。後來在2004年首次在《鬥魚》挑戰反派角色而被大眾所熟悉。
2010年因拍攝《新兵日記》而走紅。於隔年同時主持
多個節目與參演多部On檔戲，且其中兩部是八點檔 正當演藝事業開始大鳴大放之際，卻在2014年檢查出罹患淋巴癌，經手術切除後且停工1年休養，現已康復。

## 電視劇
| 年度   | 頻道            | 劇名                       | 飾演     |
| ------ | --------------- | -------------------------- | -------- |
| 2001年 | 台視            | 吐司男之吻                 | 阿龐     |
| 2001年 | 華視            | 吐司男之吻Ⅱ之愛情本事      | 阿龐     |
| 2001年 | 中視            | 食人家族                   | 聚       |
| 2002年 | 台視            | 搖滾沙士                   |          |
| 2002年 | 台視            | 來我家吧                   | 方順志   |
| 2003年 | 中視            | 我的秘密花園Ⅱ              | 張保生   |
| 2003年 | 衛視中文台      | 心動列車                   | Mark     |
| 2003年 | 八大綜合台      | 又見橘花香                 | 唐子文   |
| 2004年 | 八大綜合台      | 鬥魚                       | 老鼠     |
| 2004年 | 八大綜合台      | 鬥魚Ⅱ                      | 老鼠     |
| 2004年 | 八大綜合台      | 火線任務                   | 宋水來   |
| 2006年 | 中視            | 風塵三俠之紅拂女           | 程咬金   |
| 2006年 | 東森戲劇台      | 艾曼紐要怎樣               | 劉東西   |
| 2006年 | 華視            | 白袍之戀                   | 龐達     |
| 2006年 | 東森戲劇台      | 麻辣一家親                 | 樓書桓   |
| 2006年 | 華視            | 超級拍檔                   | 方偉智   |
| 2006年 | 華視            | 戀愛女王                   |          |
| 2006年 | 衛視中文台      | 驚異傳奇：第六個人的願望   | 阿凱     |
| 2008年 | 台視 三立都會台 | 無敵珊寶妹                 | 主持人   |
| 2009年 | 八大綜合台      | 我的億萬麵包               | 大頭     |
| 2009年 | 華視            | 敲敲愛上你                 | 阿德     |
| 2009年 | 公視            | 搏浪                       | 阿龐     |
| 2010年 | 民視            | 新兵日記                   | 余善仁   |
| 2011年 | 民視            | 新兵日記之特戰英雄         | 余善仁   |
| 2011年 | 台視            | 姊妹                       | 鄭品川   |
| 2011年 | 民視            | 父與子                     | 王志明   |
| 2013年 | 華視            | K歌·情人·夢                | 酒吧老闆 |
| 2013年 | 民視            | 我愛你愛你愛我             | 錢彪     |
| 2014年 | 中視            | 勇敢說出我愛你             | 金金勇   |
| 2014年 | 大愛電視台      | 頂坡角上的家               | 金義楨   |
| 2014年 | TVBS歡樂台      | 16個夏天                   | 唐家興   |
| 2014年 | 民視            | 廉政英雄第三十單元：法外情 | 趙國忠   |
| 2015年 | 民視            | 嫁妝                       | 劉俊     |
| 2015年 | 大愛電視台      | 如果還有明天               | 羅揚嵐   |
| 2016年 | 台視            | 加油！美玲                 | 高台生   |
| 2016年 | 公視            | 滾石愛情故事-最浪漫的事    | 阿吉     |
| 2016年 | 大愛電視台      | 我家的方程式               | 總醫師   |
| 2017年 | 八大綜合台      | 我的男孩                   | 李大寶   |
| 2019年 | 三立台灣台      | 炮仔聲                     | 顧文彥   |
| 2020年 | 台視            | 生生世世                   | 謝登成   |
| 2022年 | 台視            | 一個屋簷下                 | 雷公     |
| 2025年 | 公視            | 我們與惡的距離 II          | 劉火山   |
| 2025年 | 公視 民視       | 零日攻擊                   | 兩岸秘屍 |

### 電視電影
| 年度   | 播出頻道     | 劇名             | 飾演   |
| ------ | ------------ | ---------------- | ------ |
| 2007年 | 緯來電影台   | 《神鬼高校》     | 抽筋   |
| 2008年 | 緯來電影台   | 《我的右腿》     | 好男   |
| 2008年 | 緯來電影台   | 《黑道診所》     | 霞哥   |
| 2009年 | 緯來電影台   | 《午夜照相館》   |        |
| 2009年 | 緯來電影台   | 《鬼情書》       | 童嘉翔 |
| 2018年 | 緯來電影台   | 《偉大的夢想》   | 文山   |
| 2019年 | 華視金選劇場 | 《我的阿北同學》 | 黑狗   |

## 廣告代言
```
2004年 內政部消防署防颱宣導短片
```

```
2010年 天地合補玫瑰四物飲 
```

```
2010年 三國群英傳online

2020年 RIZAP Taiwan 台灣區代言人
```

### MV
- 2011年《新兵日記大樂兵電視原聲帶》『同一片天空』

## 舞台劇
- 2022年《用九柑仔店》劇場版

## 音樂作品

### 電視原聲帶
2004年 火線任務電視原聲帶 
[歌曲 為了你 阿龐.貝芳 合唱]

2004年 火線任務電視原聲帶 歌曲 為了你 阿龐.貝芳 合唱

| 年份   | 專輯                     | 出版       | 歌曲                                        |
| ------ | ------------------------ | ---------- | ------------------------------------------- |
| 2011年 | 新兵日記大樂兵電視原聲帶 | Sony Music | 同一片天空（大合唱） 我的愛（與劉香慈合唱） |

## 主持作品
| 年度 | 播出頻道        | 節目名              | 備註                                 |
| ---- | --------------- | ------------------- | ------------------------------------ |
| 2001 | 八大電視台      | 勇闖美麗島          | 與洪愛莉搭檔主持                     |
|      | TVBS-G          | 食尚玩家-來去住一晚 |                                      |
| 2010 | 民視            | 新兵進行曲          |                                      |
| 2012 | 民視            | 天天有樂町          | 與王彩樺搭檔主持                     |
| 2012 | 中天娛樂台      | 快樂EVERYDAY        | 與白冰冰搭檔主持                     |
| 2013 | 民視            | 快樂孩子王          | 與米可白搭檔主持                     |
|      | TVBS-G          | 食尚玩家－就要醬玩  | 與 阿諾 151 搭檔主持                 |
| 2015 | 年代MUCH台      | 白日夢冒險王        | 白隊隊長(第17集起接替李沛旭)         |
| 2016 | 中天娛樂台      | 背包踐客            | 第四季起                             |
| 2018 | tDC台中數位頻道 | 綜藝大舞台          | 台中地區性的節目與米可白共同搭檔主持 |
| 2025 | 台視            | 九條好漢在一班      | 好漢連 連長                          |

## 獎項紀錄
| 年份   | 頒獎典禮     | 獎項                 | 節目           | 結果 |
| ------ | ------------ | -------------------- | -------------- | ---- |
| 2012年 | 第47屆金鐘獎 | 兒童少年節目主持人獎 | 《快樂孩子王》 | 提名 |

## 家庭
父親龐大為曾是情報局第六處上校副處長（2000年退役），但因為工作關係，父子倆聚少離多，上了國小之後父母離異，從此失聯多年。2003年龐大為以筆名王寶元出版了《情報札記》，但涉洩密罪遭法院判刑。2011年又以筆名龐家均，在香港出版《情報札記》，二度犯下洩密罪而回台服刑。

## 外部連結
- 阿龐-龐庸之的Facebook專頁
- 阿龐-龐庸之的Instagram帳戶
- 阿龐在互联网电影资料库（IMDb）上的資料（英文）
- 阿龐在香港影庫上的簡介
- 阿龐在豆瓣上的资料（简体中文）
- 阿龐在时光网上的簡介（简体中文）